# Morokasia nigromaculata
Morokasia nigromaculata es una especie de insecto coleóptero de la familia Chrysomelidae. Fue descrita en 1904 por Jacoby.